# Pastorat
Pastorat är en indelningsenhet inom en kyrka och består av en eller flera församlingar. Ett pastorat är verksamhetsområdet för en kyrkoherde, som är dess ledare.

## Danska folkkyrkan
I Danska folkkyrkan är pastorat beteckningen för en prästs geografiska ansvarsområde. Folkkyrkan omfattar omkring 1 350 pastorat.

## Svenska kyrkan
Inom Svenska kyrkan kan två eller flera församlingar samverka inom ett pastorat. Pastoraten leds av en präst med titeln kyrkoherde; ett pastorat kan innehålla flera församlingar. Kyrkoherden har en arbetsledande ställning för de övriga anställda i pastoratets församlingar. 
En församling kan vara fristående (oegentligt kallade enförsamlingspastorat) eller ingå i ett (flerförsamlings)pastorat tillsammans med andra församlingar. Kyrkorådet är styrelse i en församling som inte ingår i ett pastorat och i ett
pastorat. Församlingarna i ett pastorat har gemensam församlingsinstruktion, kyrkoherde, kyrkofullmäktige (som utses i direkta val) och kyrkoråd. Varje församling som ingår i ett pastorat har dessutom ett församlingsråd (valt av kyrkofullmäktige) som styrelse.

### Äldre betydelse
Före 2014 avsåg pastorat en kyrkoherdes (tidigare pastors) tjänstgöringsområde. Ett pastorat kunde innehålla en församling (enförsamlingspastorat) eller flera församlingar (flerförsamlingspastorat). I ett flerförsamlingspastorat kallades kyrkoherdens egen församling vanligtvis för moderförsamling och de övriga annexförsamlingar. Vissa pastorat saknade moderförsamling[källa behövs]. Om pastoratet innefattade fler än en församling, samverkade dessa i ekonomiska frågor genom en kyrklig samfällighet (som också kunde omfatta flera pastorat). Från 2014 är pastorat detsamma som enpastoratssamfällighet.
Genom beslut den 21 augusti 1786 delade stiften upp pastorat i tre klasser i avseende till kyrkoherdens löneförmåner; de präster med högre lärdomsmeriter hamnade i första eller till viss del andra klassen. Genom lagen angående tillsättning av präster den 26 oktober 1883 upphörde uppdelningen av pastorat i klasser.

### Prästagäll
Ett äldre namn på pastorat är ”prästgäll” eller ”prästagäll” Ordet är belagt i yngre fornsvenska från 1493 (præsta giæld, prestegeel och dylikt). Gäll är etymologiskt identiskt med gäld och syftar ursprungligen på den prästerliga befattningens inkomster.